# Pribislaw I.
Pribislaw I., Herr zu Parchim-Richenberg (* zw. 15. Februar und 3. Juni 1224; † nach 12. Februar 1275) war von 1238 bis 1256 Herr (Fürst) zu Parchim-Richenberg.

## Leben
Er war der jüngste Sohn von Heinrich Borwin II. und nach der Landesteilung wurde ihm die Herrschaft Parchim-Richenberg zugesprochen. Er wuchs am Hof seines Bruders Johann I. von Mecklenburg auf. Da er noch zu jung war, verwaltete dieser noch bis 1238 die Herrschaft für seinen Bruder. Im Jahr 1238 konnte er seine Herrschaft auf der Burg Parchim antreten. Seine Herrschaft umfasste die Länder Parchim (mit Brenz und Rosengarten), die Landschaft Ture (siehe Amt Ture) und die späteren Vogteien Plau, Goldberg, Sternberg und letztlich Richenberg (an der Warnow bei Langen Brütz). Schon früh geriet er in Grenzstreitigkeiten mit den Schweriner Grafen. So musste er Brenz und Neustadt-Glewe abtreten. Nach dieser Fehde gelang es ihm, sein Fürstentum durch die Gründung von Städten Goldberg und Sternberg und Ansiedlung von Juden in Parchim wirtschaftlich zu stabilisieren. Im Jahre 1248 erhielten Goldberg und Sternberg das Parchimsche Stadtrecht durch ihn. Er gründete 1240 am westlichen Eldeufer die Parchimer Neustadt. Er holte im Jahr 1246 Mitglieder des Franziskanerordens nach Parchim. Im Jahr 1248 verlegte Pribislaw den Residenzsitz von Parchim zur neuerbauten Burg Richenberg Warnow bei dem Dorf Kritzow. Seitdem hieß die Herrschaft auch Parchim-Richenberg. Die Gründe sind nicht genau bekannt.
Bald kam es zu Streitigkeiten mit dem Schweriner Bischof Rudolf, einmal über die Zehntzahlungen und als Hauptgrund der Versuch Rudolfs, in Bützow eine Burg in unmittelbarer Grenzlage zu errichten. Pribislaw als Landesherr sah sich durch diese Burg direkt bedroht. Er ließ die Burg niederbrennen und sperrte Rudolf in Richenberg ins Verlies. Der Bischof kam aber gegen ein geringes Lösegeld bald wieder frei. Rudolf versuchte daraufhin mit allen Mitteln, Pribislaw zu entmachten, so ließ er Pribislaw in Reichsacht legen und erwirkte einen päpstlichen Bann
gegen den Fürsten. Nach kurzem Ausgleich 1255 wurde Pribislaw  gefangen genommen und dem Bischof ausgeliefert. Pribislaw wurde entmachtet und das Land unter seinen Brüdern und seinem Schwager, den Grafen von Schwerin, aufgeteilt. Pribislaw ging ins Exil nach Pommern und erhielt als Ausgleich die Herrschaft Belgard in Hinterpommern. Als Bischof Rudolf im Jahr 1262 starb, hoffte er auf die Rückgabe seines Besitzes, doch seine Brüder verweigerten dies. Im Jahr 1270 verzichtete er auf seine Ansprüche auf das Land Parchim-Richenberg und kehrte nach Belgard zurück, wo er um 1275 starb. Er war zweimal verheiratet, einmal mit der Tochter von Richard von Friesack und dann mit der vermutlichen Tochter des Herzogs Barnim I.

## Kinder
- Pribisław II., Herr von Belgard in Hinterpommern (1270–1316)
- Tochter, nach 1270
- Pribislaw III., Herr zu Wollin noch 1276, als verstorben erwähnt 1289